# واين بلاكشير
واين بلاكشير (بالإنجليزية: Wayne Blackshear)‏ مواليد 11 فبراير 1992 في شيكاغو، هو لاعب كرة سلة أمريكي. بدأ مسيرته الاحترافية في سنة 2015. يلعب في ليغا باسكيت الدرجة الأولى. يحمل الرقم 20. يبلغ طوله 6 قدم 5 بوصة (2.0 م). لعب كرة السلة الجامعية في جامعة لويفيل.

## روابط خارجية
- واين بلاكشير على موقع كرة السلة الأوروبية.كوم (الإنجليزية)
- واين بلاكشير على موقع كلية كرة السلة في سبورتس رفرنس.كوم (الإنجليزية)
- واين بلاكشير على موقع ريلجم (الإنجليزية)
- واين بلاكشير على موقع بروبوليرز (الإنجليزية)
- واين بلاكشير على موقع سبورتس رفرنس (الإنجليزية)
- واين بلاكشير على موقع سبورتس رفرنس (الإنجليزية)